# Dodge City
Dodge City är en stad och administrativ huvudort i Ford County i Kansas, USA. Staden har fått sitt namn efter nordstatsgeneralen och järnvägsingenjören Grenville M. Dodge.
Stadens namn är välkänt i USA tack vare den långlivade radio- och TV-serien Krutrök (Gunsmoke) som utspelades i Dodge City.
Den hade också en stor roll i gamla Vilda Västerns historia då det bland annat var i denna stad som den berömde sheriffen Wyatt Earp var sheriff i början av sitt liv innan han slutade och flyttade därifrån. Staden Dodge City har stor betydelse för Vilda Västerns historia och var en populär stad på den tiden.

## Filmer om Dodge City
- Dodge City (1939)
- A Big Hand for the Little Lady (AKA "Big Deal at Dodge City") (1966)
- Desperadoes of Dodge City (1948)
- West of Dodge City (1947)
- Vigilantes of Dodge City (1944)
- King of Dodge City (1941)
- Dodge City Trail (1936)
- Gunsmoke - Return to Dodge (1987)